# Doris Piché
Doris Piché (* 14. Oktober 1965 in La Sarre, verheiratete Doris Bitten) ist eine kanadische Badmintonspielerin. 

## Karriere
Doris Piché nahm 1992 und 1996 an Olympia teil. Ihre beste Platzierung erreichte sie dabei mit Platz 9 im Dameneinzel 1992. International war sie unter anderem bei den Mexico International, Canadian Open, US Open, Irish Open, Spanish International und den Panamerikameisterschaften erfolgreich.

## Sportliche Erfolge
| Saison | Veranstaltung                 | Disziplin   | Platz | Name                        |
| ------ | ----------------------------- | ----------- | ----- | --------------------------- |
| 1989   | Mexico International          | Dameneinzel | 1     | Doris Piché                 |
| 1989   | Canadian Open                 | Mixed       | 1     | Mike Bitten / Doris Piché   |
| 1989   | Mexico International          | Damendoppel | 1     | Chantal Jobin / Doris Piché |
| 1989   | Mexico International          | Mixed       | 1     | Mike Bitten / Doris Piché   |
| 1990   | US Open                       | Damendoppel | 1     | Denyse Julien / Doris Piché |
| 1990   | Canadian Open                 | Damendoppel | 1     | Denyse Julien / Doris Piché |
| 1990   | Kanada: Einzelmeisterschaften | Damendoppel | 1     | Si-an Deng / Doris Piché    |
| 1991   | Panamerikameisterschaft       | Damendoppel | 1     | Denyse Julien / Doris Piche |
| 1991   | French Open                   | Dameneinzel | 1     | Doris Piché                 |
| 1991   | Welsh International           | Damendoppel | 1     | Denyse Julien / Doris Piché |
| 1992   | Kanada: Einzelmeisterschaften | Dameneinzel | 1     | Doris Piché                 |
| 1992   | Olympia                       | Dameneinzel | 9     | Doris Piché                 |
| 1992   | Olympia                       | Damendoppel | 17    | Doris Piché / Denyse Julien |
| 1992   | French Open                   | Dameneinzel | 1     | Doris Piché                 |
| 1992   | Kanada: Einzelmeisterschaften | Damendoppel | 1     | Doris Piché / Denyse Julien |
| 1995   | Spanish International         | Dameneinzel | 1     | Doris Piche                 |
| 1995   | Irish Open                    | Dameneinzel | 1     | Doris Piche                 |
| 1996   | Olympia                       | Dameneinzel | 17    | Doris Piché                 |
| 1996   | Olympia                       | Mixed       | 17    | Iain Sydie / Doris Piché    |